# Mark Jensen
Mark Richard Jensen (* 12. Oktober 1960 in Toronto, Ontario; † 1. Februar 2021) war ein kanadischer Rennrodler.
Jensen belegte bei den Olympischen Winterspielen 1980 in Lake Placid im Einsitzer-Wettbewerb den 17. Rang.
Jensen, der als Geowissenschaftler arbeitete, verbrachte seine Freizeit als Hobbypilot und segelte die letzten 8 Jahre seines Lebens auf dem Ontariosee. Er war verheiratet und hatte zwei Kinder.